# Bundesstraße 305
Die Bundesstraße 305 (Abkürzung: B 305) ist eine deutsche Bundesstraße in Bayern, die von Bernau am Chiemsee nach Marktschellenberg südlich von Salzburg an die Staatsgrenze zu Österreich führt.
Die B 305 führt durch das Achental, über Reit im Winkl, Ruhpolding, Inzell und das Berchtesgadener Land und ist von Bernau bis Berchtesgaden Teil der Deutschen Alpenstraße. Sie beinhaltet zwei Pässe, den Schwarzbachwachtsattel bei Ramsau und den Masererpass bei Reit im Winkl.

## Änderungen
Die heutige B 305 war zuvor die Reichsstraße 305. Nach dem Anschluss Österreichs 1938 gehörte auch die heutige österreichische B 160 zu ihr.

## Streckenverlauf
Die B 305 beginnt an der A 8 bei Bernau am Chiemsee und führt zunächst über Bernau und Grassau ins Tal der Tiroler Achen. Deren Verlauf folgt sie über Marquartstein nach Unterwössen nach Süden und steigt dann über Oberwössen zum Masererpass auf 797 m auf. Im Tal der Weißlofer geht es sodann nach Reit im Winkl, wo die B 305 nach Osten schwenkt und im Tal der Schwarzlofer über Seegatterl, dem Talort der Winklmoos-Alm, zum Weitsee, Mittersee und Lödensee aufsteigt. Vorbei am Förchensee und an der Chiemgau-Arena, dem bekannten Biathlonstadion, schwenkt die B 305 nach Norden ins Tal der Seetraun und der Weißen Traun bis kurz vor Ruhpolding, wo die sie nach Osten nach Inzell abzweigt.
Dort mündet nahe dem Zwingsee die B 306 ein und führt südwärts über Weißbach an der Alpenstraße im Weißbachtal nach Schneizlreuth im Tal der Saalach, wo sie bis Unterjettenberg gemeinsam mit der B 21 verläuft. Ab Unterjettenberg steigt die B 305 im Schwarzbachtal zur Schwarzbachwacht, einer Passhöhe auf 868 m auf. Es folgt der Abstieg durch die Ramsau ins Tal der Ramsauer Ache, wo südlich von Bischofswiesen die B 20 einmündet, die die B 305 nach wenigen Kilometern bei Berchtesgaden wieder verlässt. Ab Berchtesgaden verläuft die B 305 im Tal der Berchtesgadener Ache, die B 319 zweigt hier ab und führt über den Obersalzberg und Oberau nach Unterau, wo sie wieder in die B 305 mündet. Über Marktschellenberg erreicht sie die österreichische Grenze, hier führt die österreichische Berchtesgadener Straße (B 160) weiter Richtung Salzburg.